# Paramatachia
Paramatachia is een geslacht van spinnen uit de  familie van de Desidae.

## Soorten
- Paramatachia ashtonensis Marples, 1962
- Paramatachia cataracta Marples, 1962
- Paramatachia decorata Dalmas, 1918
- Paramatachia media Marples, 1962
- Paramatachia tubicola (Hickman, 1950)